# Cetatea dacică de la Ardan
Cetatea dacică de la Ardan este o fortificație dacică situată pe teritoriul României.